# Tom Payne (Schauspieler, 1982)

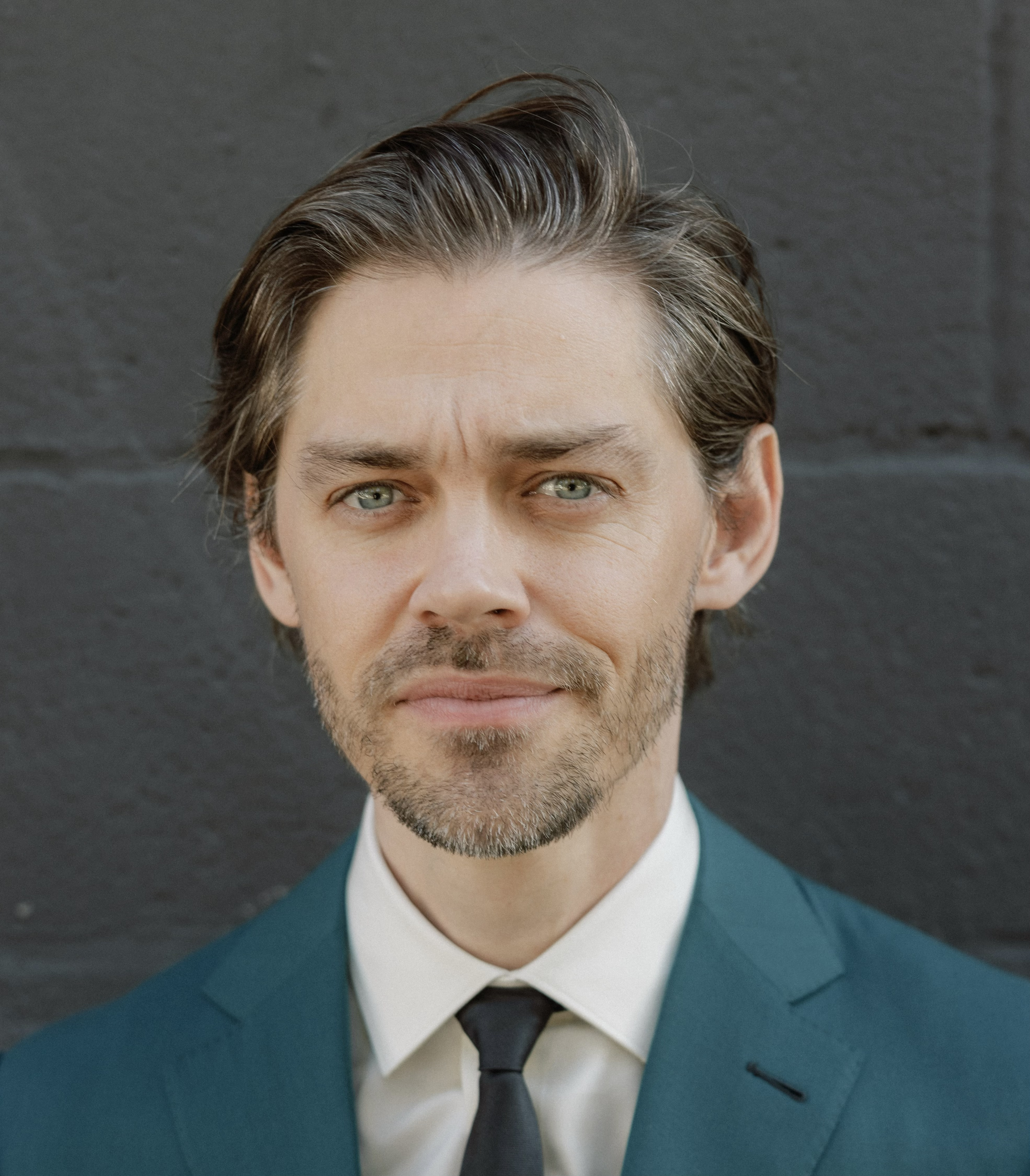
Tom Payne (2023)

Thomas „Tom“ Payne (* 21. Dezember 1982 in Chelmsford, Essex, England) ist ein britischer Schauspieler. Er ist bekannt durch die Rolle von Paul „Jesus“ Rovia in der Fernsehserie The Walking Dead. Von 2019 bis 2021 war er in der Rolle von Malcolm Bright in der Serie Prodigal Son zu sehen.

## Leben
Payne wuchs in Bath in der südwestenglischen Grafschaft Somerset auf. Er absolvierte eine Ausbildung an der London's Central School of Speech and Drama, die er 2005 mit einem Bachelor of Arts abschloss. Während seiner Ausbildung sammelte er erste Erfahrungen in Theaterstücken wie Class Enemy, The Balcony, The Rivals, Three Sisters, A Midsummer Night's Dream, Richard III und The Man Who Had All the Luck.
Nach seinem Studium erhielt er seine erste Hauptrolle in der Inszenierung von Journey's End im Londoner West End. An der Seite von Imogen Stubbs trat er in Maria Abergs Inszenierung von Shrieks of Laughter am Soho Theatre auf.
Nach ersten Fernsehrollen in Serien wie Skins – Hautnah oder Casualty, erhielt er 2007 die Rolle des Brett Aspinall in zwei Staffeln der Serie Waterloo Road.
2008 gab er an der Seite von Frances McDormand und Amy Adams sein Spielfilmdebüt in Miss Pettigrews großer Tag. Von 2011 bis 2012 war er in der Fernsehserie Luck als Leon Micheaux zu sehen. In Der Medicus, der Verfilmung des gleichnamigen Romans von Noah Gordon, übernahm Payne 2013 seine erste Hauptrolle.
Sein Bruder Will Payne ist ebenfalls als Schauspieler tätig.
Tom Payne ist seit Dezember 2020 mit dem schwedischen Model Jennifer Åkerman verheiratet. Das Paar war seit 2013 liiert. Das erste gemeinsame Kind des Paares, Sohn Harrison, wurde am 5. Januar 2022 in Los Angeles geboren.

## Filmografie (Auswahl)
- 2005: Casualty (Fernsehserie, eine Folge)
- 2007: Skins – Hautnah (Fernsehserie, eine Folge)
- 2007: Miss Marie Lloyd (Fernsehfilm)
- 2007–2008: Waterloo Road (Fernsehserie, 32 Folgen)
- 2008: Miss Pettigrews großer Tag (Miss Pettigrew Lives for a Day)
- 2008: He Kills Coppers (Fernsehfilm)
- 2009: Emily Brontë's Sturmhöhe (Wuthering Heights, Fernsehfilm)
- 2009: Agatha Christie’s Marple (Fernsehserie, Folge They Do It with Mirrors)
- 2009: Best: His Mother's Son (Fernsehfilm)
- 2009: Beautiful People (Fernsehserie, eine Folge)
- 2011: The Task
- 2011–2012: Luck (Fernsehserie, 9 Folgen)
- 2012: Eine Familie im Krieg (Inheritance)
- 2012: My Funny Valentine
- 2013: Der Medicus
- 2014: New Worlds (Miniserie, 3 Folgen)
- 2015: MindGamers
- 2015: Winter
- 2016–2019: The Walking Dead (Fernsehserie)
- 2018: Fear the Walking Dead (Fernsehserie, Folge 4x01)
- 2019: Io
- 2019–2021: Prodigal Son (Fernsehserie)
- 2024: Imaginary
- 2024: Horizon – Eine amerikanische Saga (Horizon: An American Saga)